# Plataforma de gelo de Filchner-Ronne

Barreira de gelo de Fishner-Ronne

A barreira de gelo de Filchner-Ronne ou plataforma de gelo de Filchner-Ronne é uma plataforma de gelo de 442.420 km² na Antártida, contígua ao sul do mar de Weddell, tendo a oeste a península Antártica. Desenvolve-se entre as latitudes 75° e 83° sul e as longitudes 30° e 80° oeste.
Recebeu o nome em honra aos exploradores Wilhelm Filchner e Finn Ronne.